# Сереме

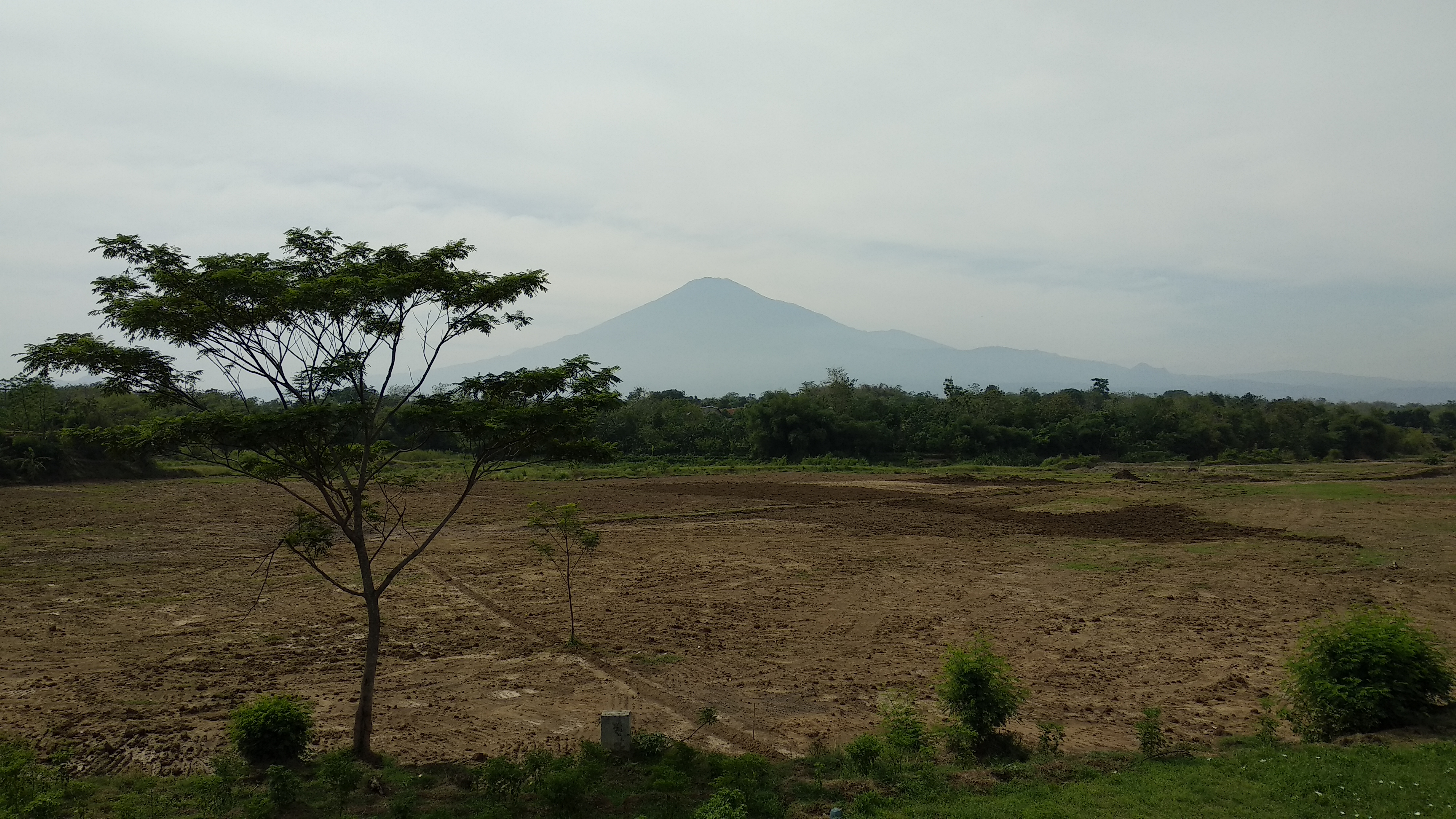
Вид на гору з району Джатівангі регентства Майаленгка, Західна Ява

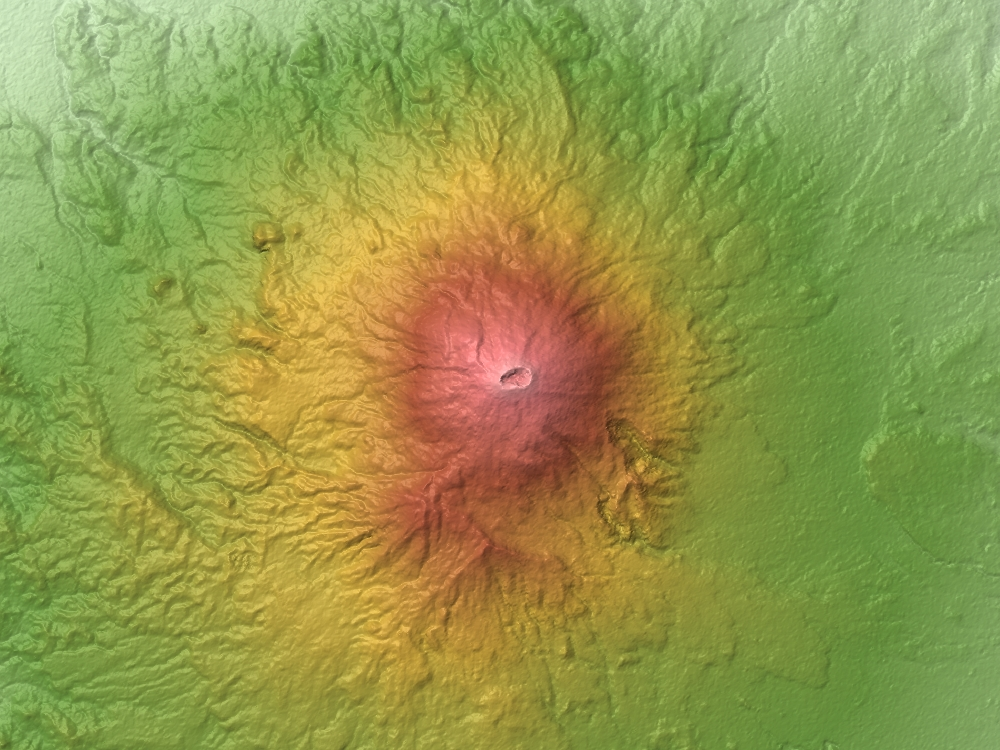
Карта рельєфу

Гора Сіремай/Сереме (або Сіремей ) — найвища точка Західної Яви (Індонезія) та домінуючий симетричний стратовулкан. Він розташований на південний захід від великого міста Сіребон.
На вершині гори Сіремай розташована кальдера розміром 4,5 на 5 км. Виверження відбуваються відносно рідко в історичний час, але вибухову активність і лахари з вершини були зареєстровані.  Назва Сереме або Сіремай походить від сунданського слова, що означає агрус Otaheite .
На схилах гори Сереме є численні рекреаційні та туристичні місця. Різноманітні місця, зокрема парки та кафе, приваблюють натовпи відвідувачів із Сіребону. Музей у Лінгаджаті на схилах гори Сереме приваблює багато відвідувачів у вихідні дні. Він присв'ячений історичним подіюм Лінггаджаті, під час боротьби за незалежність Індонезії в 1946 році. Національний парк гори Сіремай простягається на значну відстань навколо схилів гори.
На горі Сереме, як і на багатьох інших горах на Яві, за останні десятиліття відбулася значна вирубка лісів. Наприкінці 2012 року повідомлялося, що знищення лісів на горі Сіремай досягло 4000 га з загальної площі 15 000 га. Кажуть, що причинами є незаконна вирубка лісу, видобуток піску (часто для будівельних цілей у прилеглих районах) і лісові пожежі.  Деякі з наслідків такого знищення лісів, очевидних у районі Сіребон поблизу моря поблизу гори Сіремай, включають значне замулення річок, які течуть на північ у Яванське море, і та стали частішими повені в низинних районах. 
Численні невеликі струмки беруть свій початок на схилах гори Сереме. Більшість із них прямували на північний захід у напрямку Маджаленгки та є притоками річки Манук на північному заході, яка впадає в Яванське море поблизу Індрамаю. На південно-східній стороні Вадук Дарма служить резервуаром біля потоку, який стікає на схід у вигляді річки Сісангарунг, яка пізніше вигиналася і прямувала на північ, щоб позначити кордон між Західною Явою та Центральною Явою.

## Сходження на гору Сереме
Групи туристів, у тому числі студенти, регулярно піднімаються на вершину. Підйом, який часто займає 12 годин або більше для подорожі туди й назад, передбачає розміщення табору на горі на ночівлю для деяких груп. Як це часто буває в інших частинах Індонезії, перед початком сходження групи повинні зареєструватися в місцевих чиновників. Потрібна обережність, тому що недосвідчені туристи іноді стикаються з значними труднощами. Групи часто починають сходження з Лінгаджаті на сході, Палутунгана з півдня біля міста Сігугур або Маджаленгки на заході.

## Навколо гори Сереме
На східному схилі гори Сереме є кілька цікавих місць, популярних серед туристів і гостей міста. Поруч з містом Кілімус (між містом Сіребон і Кунінган ) знаходяться природні вулканічні гарячі джерела Сангканхуріп. Це популярне туристичне місце для спа та відпочинку серед жителів Сіребону та Кунінгана. Чиста джерельна вода та ставки Сигугур і Сибулан є природним басейном для купання, який також є заповідником рідкісної риби канкра бодас, яка вважається священною рибою серед місцевих жителів.  Лісовий заповідник можна знайти на схилах навколо вершини, однак популярний лісовий заповідник знаходиться в Лінгаджаті, на східних схилах. На південно-східних схилах поблизу міста Кунінган знаходиться мегалітична стоянка Сіпарі, яка є важливим археологічним місцем індонезійського доісторичного періоду .

## Дивіться також
- Національний парк Гунунг Сіремай
- Список вулканів Індонезії